# Jocelyn Thibault
Joseph Regis Jocelyn Thibault, född 12 januari 1975, är en kanadensisk före detta ishockeymålvakt. 
Efter att tidigt ha övertygat i juniorligorna, draftades Thibault som 10:e namn 1993 och NHL-debuterade senare samma år, som 18-åring, i Quebec Nordiques, där han också spelade därpå följande säsong. Mitt under säsongen 1995-96, då Nordiques hade blivit Colorado Avalanche, byttes han bort till Montreal Canadiens. Där spelade han fram till säsongen 1998/99, då han återigen blev bortbytt, denna gång till Chicago Blackhawks. I Blackhawks blev det 6 säsonger, några av dem mer framgångsrika än andra. 
Efter NHL-lockouten säsongen 2004/05 skrev han på för pånyttfödda Pittsburgh Penguins men lyckades aldrig riktigt övertyga där. Han var sedan 2007 andremålvakt i Buffalo Sabres tills det att han valde avsluta karriären inför säsongen 2009/10.
Thibault är gudfar till Sam Poulin, som spelar själv i NHL och är son till nära vännen Patrick Poulin.